# Вициозо (Козенца)
Вициозо је насеље у Италији у округу Козенца, региону Калабрија.
Према процени из 2011. у насељу је живело 96 становника. Насеље се налази на надморској висини од 142 м.